# Карре
Карре (італ. Carrè, вен. Carrè) — муніципалітет в Італії, у регіоні Венето, провінція Віченца.
Карре розташоване на відстані близько 440 км на північ від Рима, 80 км на північний захід від Венеції, 24 км на північ від Віченци.
Населення — 3614 осіб (2014).
Щорічний фестиваль відбувається 15 серпня. Покровитель — Maria SS. Assunta.

## Демографія
Населення за роками:

Станом на 1 січня 2023 року в муніципалітеті офіційно проживало 225 іноземців з 36 країн, серед них 44 громадяни країн Євросоюзу та 8 громадян України.

## Сусідні муніципалітети
- Кьюппано
- Луго-ді-Віченца
- Пьовене-Роккетте
- Цане
- Цульяно